# Tantangan
Tantangan is een gemeente in de Filipijnse provincie South Cotabato op het eiland Mindanao. Bij de laatste census in 2007 had de gemeente bijna 36 duizend inwoners.

## Geografie

### Bestuurlijke indeling
Tantangan is onderverdeeld in de volgende 13 barangays:
| - Bukay Pait - Cabuling - Dumadalig - Libas - Magon - Maibo - Mangilala | - New Cuyapo - New Iloilo - New Lambunao - Poblacion - San Felipe - Tinongcop |

## Demografie
Tantangan had bij de census van 2007 een inwoneraantal van 35.825 mensen. Dit zijn 3.189 mensen (9,8%) meer dan bij de vorige census van 2000. De gemiddelde jaarlijkse groei komt daarmee uit op 1,29%, hetgeen lager is dan het landelijk jaarlijks gemiddelde over deze periode (2,04%). Vergeleken met de census van 1995 is het aantal mensen met 5.781 (19,2%) toegenomen.

De bevolkingsdichtheid van Tantangan was ten tijde van de laatste census, met 35.825 inwoners op 113,1 km², 265,6 mensen per km².